# Ligne T2 du bus à haut niveau de service de Nîmes
La ligne T2 est une ligne de bus à haut niveau de service inaugurée en 2020 desservant Nîmes.
En juillet 2013, Systra avait remporté la maîtrise d'œuvre des études préliminaires à la réalisation de la ligne T2 du BHNS, dont le coût de construction serait de 180 millions d’euros. Le mode retenu est le BHNS face au tramway.
À l’ouest, un point de jonction est prévu avec une ligne forte qui desservira la Vaunage.
La fréquence est l’amplitude horaire prévus seront identiques à la ligne T1 et la fréquentation attendue sur cet axe est d’environ 28 000 V/J.
Cette ligne sera plus fonctionnelle en termes d’aménagements urbains, avec toutefois des reprises urbanistiques de façade à façade sur certains secteurs justifiant des aménagements pour permettre de redynamiser certains quartiers.
La ligne est prolongée le 29 août 2022 de Gare Feuchères à Paloma.

## Tracé et stations
La ligne T2, longue de 6,7 kilomètres, compte 17 stations dont 14 en correspondance avec les lignes de bus classiques.
Les vélos sont autorisés sur les voies bus.

### Stations
La liste ci-dessous est établie dans le sens ouest-est.
|  |   |  | Arrêt                | Correspondances                                                         | Ville | Position                    |
|  | - |  | -------------------- | ----------------------------------------------------------------------- | ----- | --------------------------- |
|  | ■ |  | CHU Carémeau         |                                                                         | Nîmes | 43° 49′ 24″ N, 4° 19′ 25″ E |
|  | • |  | Carémeau Nord        |                                                                         | Nîmes | 43° 49′ 26″ N, 4° 19′ 19″ E |
|  | • |  | Carémeau Sud         |                                                                         | Nîmes | 43° 49′ 25″ N, 4° 19′ 09″ E |
|  | • |  | Fac de Médecine      | 74                                                                      | Nîmes | 43° 49′ 18″ N, 4° 19′ 09″ E |
|  | • |  | Laënnec              | 15 51 52 74 89                                                          | Nîmes | 43° 49′ 11″ N, 4° 19′ 16″ E |
|  | • |  | Compagnons           | 51 52                                                                   | Nîmes | 43° 49′ 22″ N, 4° 19′ 36″ E |
|  | • |  | Campus               |                                                                         | Nîmes | 43° 49′ 13″ N, 4° 19′ 58″ E |
|  | • |  | Porte des Arts       | 8                                                                       | Nîmes | 43° 49′ 14″ N, 4° 20′ 11″ E |
|  | • |  | Pissevin             | 8 88 Navette Marché                                                     | Nîmes | 43° 49′ 21″ N, 4° 20′ 10″ E |
|  | • |  | Trait d'Union        | 8 88 Navette Marché                                                     | Nîmes | 43° 49′ 33″ N, 4° 19′ 59″ E |
|  | • |  | Valdegour            | 8 88 Navette Marché                                                     | Nîmes | 43° 49′ 41″ N, 4° 19′ 59″ E |
|  | • |  | Amandiers            | T3                                                                      | Nîmes | 43° 49′ 50″ N, 4° 20′ 21″ E |
|  | • |  | Pompidou             | T3                                                                      | Nîmes | 43° 49′ 56″ N, 4° 20′ 51″ E |
|  | • |  | Jaurès               | T3 16 51 52 61 70 77 78                                                 | Nîmes | 43° 49′ 55″ N, 4° 21′ 11″ E |
|  | • |  | Musée de la Romanité | T1 T3 T4 13 15 51 52 61                                                 | Nîmes | 43° 49′ 55″ N, 4° 21′ 28″ E |
|  | • |  | Esplanade T2         | T3 T4 6 7 9 10 13 14 15 32 51 52 61 (correspondance Esplanade T1 : T1 ) | Nîmes | 43° 50′ 03″ N, 4° 21′ 45″ E |
|  | • |  | Gare Feuchères       | T3 T4 6 7 9 10 13 14 15 32 51 52 61                                     | Nîmes | 43° 49′ 58″ N, 4° 21′ 55″ E |
|  | • |  | Talabot              | T4 14 15 32                                                             | Nîmes |                             |
|  | • |  | Observance           | T4                                                                      | Nîmes |                             |
|  | • |  | Saint Baudile        | T4                                                                      | Nîmes |                             |
|  | • |  | Saint-Dominique      |                                                                         | Nîmes |                             |
|  | • |  | Jean Moulin          | 8 15                                                                    | Nîmes |                             |
|  | • |  | Pont de Justice      | T4 8 14 15                                                              | Nîmes |                             |
|  | • |  | J. Baby              | T4                                                                      | Nîmes |                             |
|  | • |  | Mas de Mingue        |                                                                         | Nîmes |                             |
|  | ■ |  | Paloma               | T4 12 21 22                                                             | Nîmes |                             |